# Українсько-суринамські відносини
Українсько-суринамські відносини — відносини між Україною та Республікою Суринам. Країни встановили дипломатинчі відносини 20 вересня 2006 року.
Інтереси громадян України в Суринамі захищає Посольство України в Бразилії.